# Cratere Matara
Matara  è un cratere sulla superficie di Marte.